# Ernst Schröder (Politiker)

Ernst Schröder

Ernst Schröder (* 11. Februar 1893 in Krefeld; † 20. Februar 1976 in Wiesbaden) war ein deutscher Gartenarchitekt und Politiker (DVP, später FDP).

## Leben und Beruf
Ernst Schröder wurde als Sohn eines Gartenbauers in Krefeld geboren. Nach dem Besuch der Volksschule absolvierte er zunächst eine Lehre im Gartenbau und besuchte gleichzeitig die Gartenbauschule. Anschließend bildete er sich an der Kunstgewerbeschule und im Ausland zum Gartenarchitekten fort. Außerdem leistete er Militärdienst, nahm von 1914 bis 1918 als Soldat am Ersten Weltkrieg teil und wurde mit den Eisernen Kreuzen beider Klassen ausgezeichnet.
Schröder wurde 1920 Mitinhaber des elterlichen Gartenbaubetriebes in Krefeld. Von 1924 bis 1933 war er Mitglied im Präsidium des Reichsverbandes des deutschen Gartenbaues in Berlin. Gleichzeitig fungierte er als Leiter und Mitglied anderer wirtschaftlicher und nationaler Verbände. Seit 1936 war er Vorsitzender bzw. stellvertretender Vorsitzender des Vorstandes der Deutschen Hagelversicherungsgesellschaft in Berlin, seit 1948 dann Vorsitzender derer Filiale in Wiesbaden. Nach 1945 war er Präsident des Zentralverbandes des Deutschen Gemüse-, Obst- und Gartenbaues in Frankfurt am Main. Am 28. April 1951 wurde die erste Bundesgartenschau vom damaligen Bundespräsidenten Theodor Heuss und dem damaligen ZVG Präsidenten Ernst Schröder in Hannover eröffnet.
Ernst Schöder bewog Heuss dazu, auf der Eröffnungsfeier der Bundesgartenschau 1955 in Kassel die Wiederbelebung der Deutschen Gartenbau-Gesellschaft (DGG) auszurufen und Graf Lennart Bernadotte für das Amt des Präsidenten zu gewinnen. Der DGG gelang es unter Ernst Schröder eine große Zahl bedeutender Persönlichkeiten aus Politik und Gesellschaft für ihre Ziele zu begeistern, z. B. in den Mainauer Rundgesprächen – 1960 sprach hier u. a. Bundespräsident Heinrich Lübke zum Thema „Gesunde Luft – gesundes Wasser – gesunder Boden“; bedeutsamstes Ergebnis der Mainauer Gespräche war wohl die „Grüne Charta von der Mainau“ vom 20. April 1961, ein weltweit verbreitetes Dokument zur Rettung der Landschaft. Diese wurde am 20. April 1961 von Graf Lennart Bernadotte und Ernst Schröder an Bundespräsident Heinrich Lübke überreicht.
Ernst Schröder formulierte seine Vision mit eigenen Worten:
„Es war mein Traum und dann auch mein fester Wille, den gesamten Gartenbau mit allen seinen Fachgruppen und differenzierten Sonderinteressen unter einen Hut zu bringen. Denn nur so kann er wirtschaftlich etwas bedeuten und sich politisch und gesellschaftlich durchsetzen.“

### Ernst-Schröder-Stiftung
1963 gründete der gärtnerische Berufsstand als Dank für das Lebenswerk des langjährigen Präsidenten des Zentralverbandes Gartenbau (ZVG) die nach ihm benannte Ernst-Schröder-Stiftung.
Von den Verbänden Garten-, Landschafts- und Sportplatzbau Rheinland e. V. und Westfalen-Lippe e. V. wurde 1974/1975 die Ernst-Schröder-Medaille als eine Stiftung besonderer Art geschaffen. Die beiden Verbände zeichnen mit dieser Medaille Persönlichkeiten aus, die sich besondere Verdienste um den Garten-, Landschafts- und Sportplatzbau im weitesten Sinne, erworben haben. 1977 wurde vom Verband Garten-, Landschafts- und Sportplatzbau Rheinland (VGLR) die erste Ernst-Schröder-Medaille an den Architekten Julius Kühl, Abteilungsleiter „Straßenbau“ beim Landschaftsverband
Rheinland verliehen.
Ernst Schröder zählt zu den verstorbenen Ehrenmitgliedern der Deutschen Gesellschaft für Gartenkunst und Landeskultur e. V. (DGGL).

## Politik
Schröder schloss sich 1922 der nationalliberalen DVP an und beteiligte sich ein Jahr später am Abwehrkampf gegen den Separatismus der Rheinischen Republik. Er war von 1924 bis 1933 Stadtverordneter in Krefeld, von 1925 bis 1928 Mitglied des Provinziallandtages der Rheinprovinz und von 1928 bis 1932 Mitglied des Preußischen Landtages. Bei der Reichstagswahl im November 1932 wurde er in den Deutschen Reichstag gewählt, dem er bis März 1933 angehörte.
Nach dem Zweiten Weltkrieg trat Schröder in die FDP ein. 1950 wurde er in den Hessischen Landtag gewählt, dem er bis 1958 angehörte. In beiden Legislaturperioden war er stellvertretender Vorsitzender der FDP-Fraktion und amtierte als Vizepräsident des Landtages. 1954 war er Mitglied der 2. Bundesversammlung zur Wahl des Bundespräsidenten.

## Ehrungen
- 9. Januar 1953: Ehrendoktorwürde (Dr. h. c.) der Technischen Hochschule Hannover
- 31. Januar 1954: Großes Verdienstkreuz der Bundesrepublik Deutschland
- 17. Juli 1954: Vergoldete Erinnerungs-Anstecknadel „Berlin Berlin“ zur Wiederwahl des Bundespräsidenten Theodor Heuss am 17. Juli 1954 – Geschenk des Bundespräsidenten an FDP-Politiker die Mitglieder der 2. Bundesversammlung waren
- 28. April 1959: Großes Verdienstkreuz mit Stern der Bundesrepublik Deutschland
- 23. Juli 1968: Großes Verdienstkreuz mit Stern und Schulterband der Bundesrepublik Deutschland
- 9. September 1973: Goldene Blume von Rheydt (ältester deutscher Umweltpreis)